# Шёнберг (Саксония)
Шёнберг (нем. Schönberg) — община в Германии, в земле Саксония, входит в состав района Цвиккау и подчиняется управлению Меране-Шёнберг.
Население составляет 949 человек (на 31 декабря 2013 года). Занимает площадь 15,48 км².

## История и состав
Первое упоминание о поселении Шёнберг относится к 1390 году.
С 1965 по 1974 годы в образованную коммуну Шёнберг вошли 6 деревень:
- Брайтенбах (нем. Breitenbach),
- Вюншендорф (нем. Wünschendorf),
- Кётель (нем. Köthel),
- Обердорф (нем. Oberdorf),
- Пфаффрода (нем. Pfaffroda),
- Теттау (нем. Tettau),
- Шёнберг (нем. Schönberg).

До 1994 года коммуна входила в район Глаухау, а затем в район Хемниц.
1 августа 2008 года, после проведённых реформ, Шёнберг вошла в состав нового района Цвиккау.

## Галерея

Шёнберг на карте района
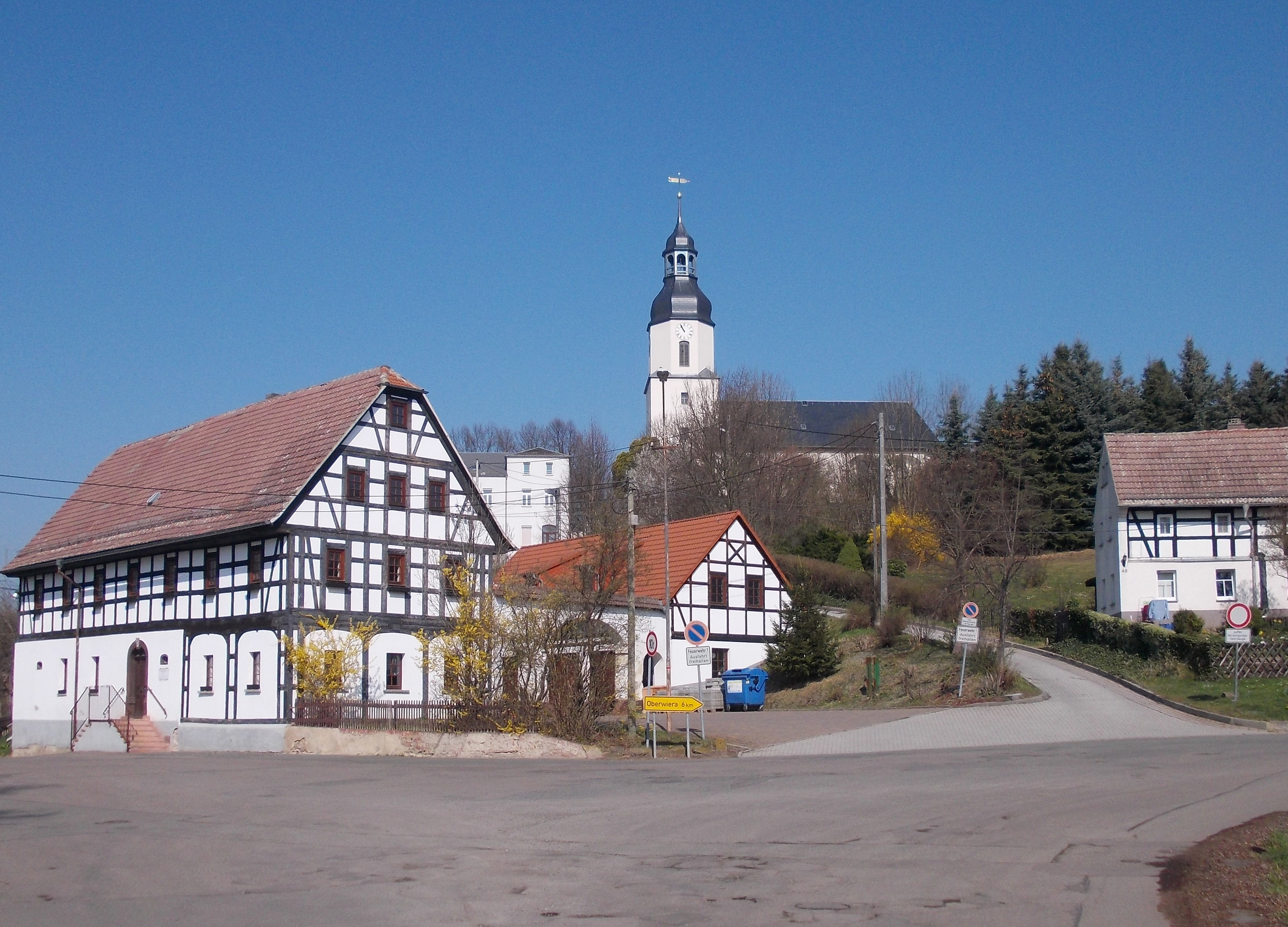
Церковь в Шёнберге
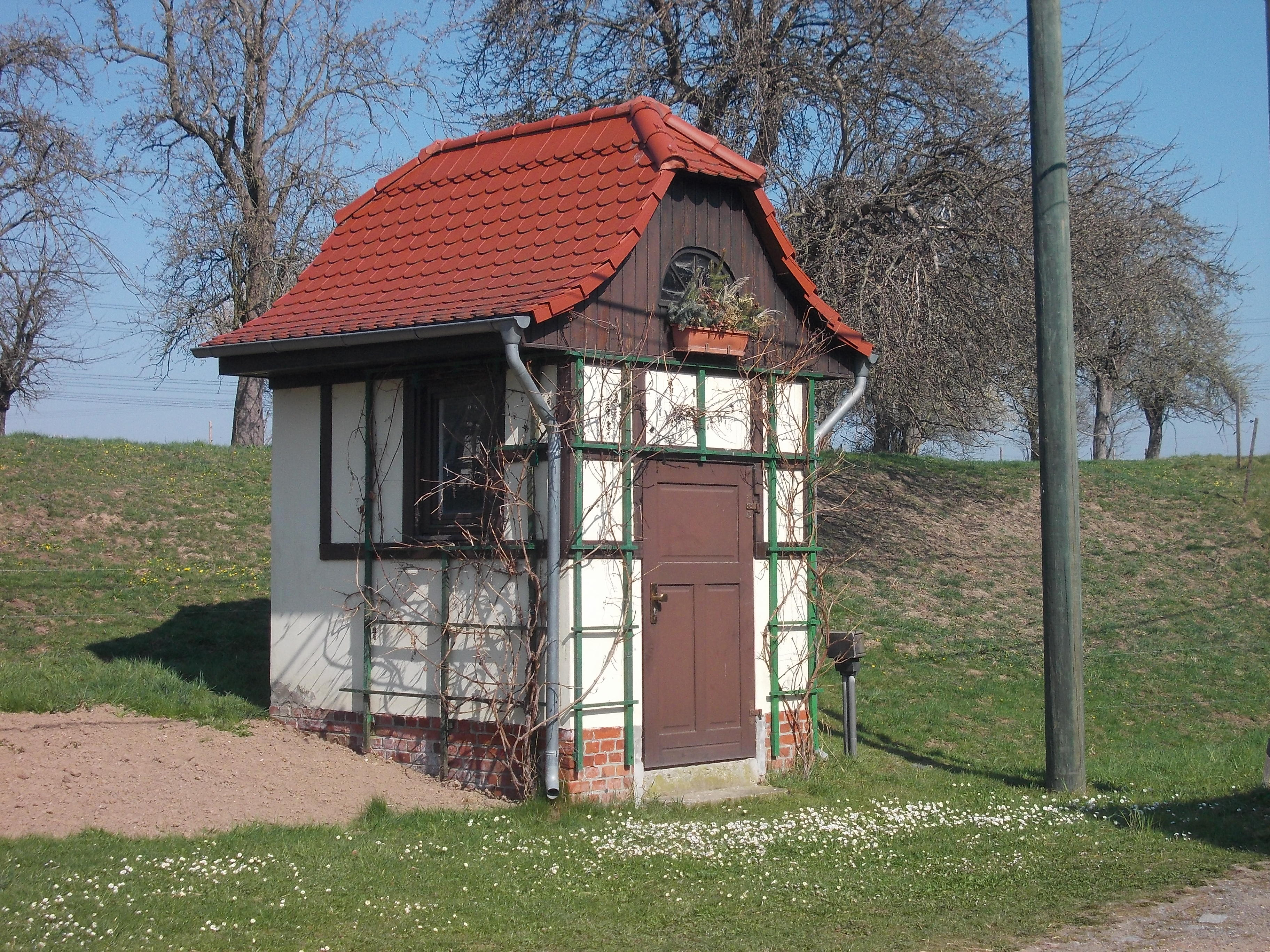
Домик в Кётеле
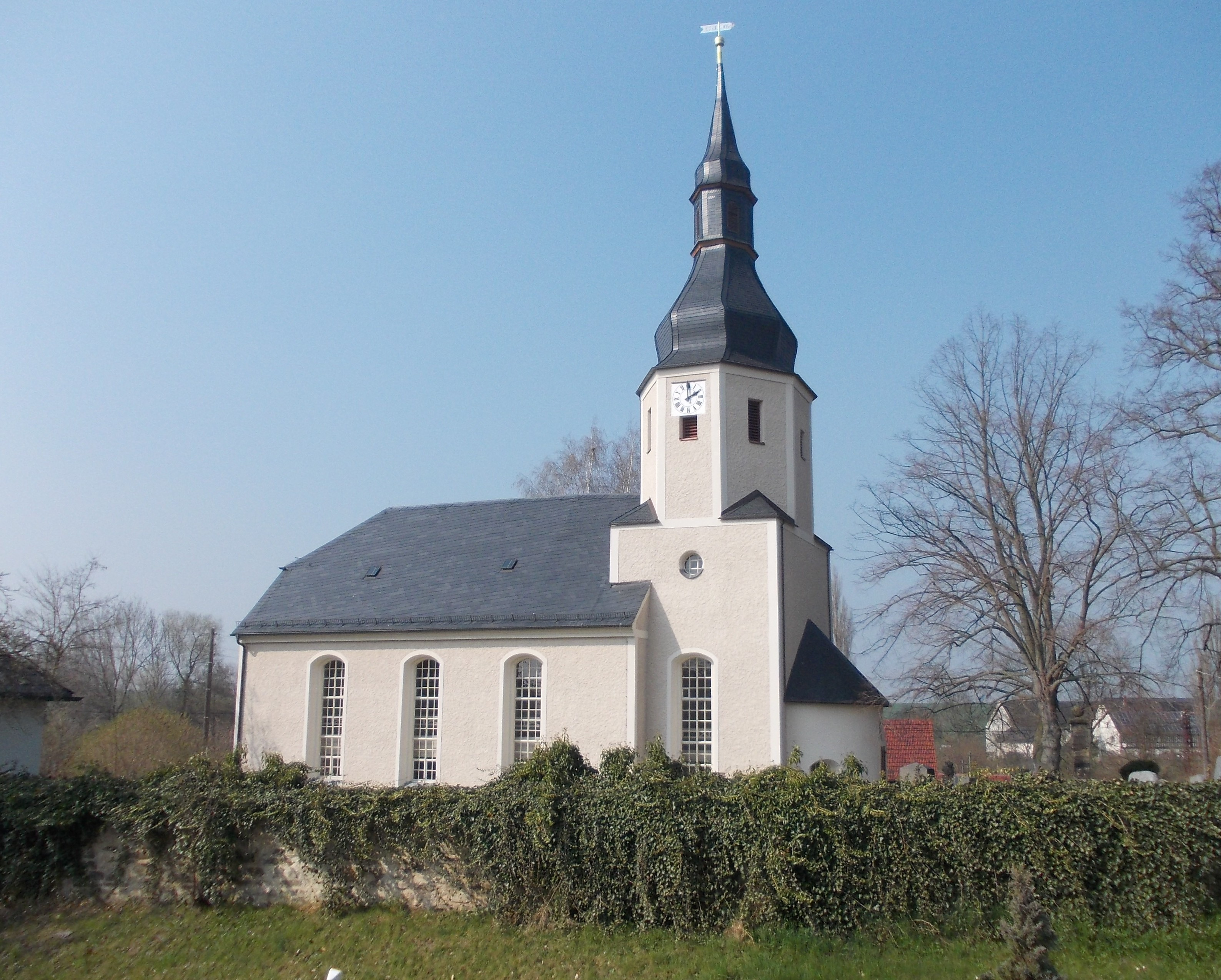
Церковь в Теттау